# ميشال دارلوك
مِيشَال دَارْلُوك (بالفرنسية: Michel Darluc)‏ طبيب وعالم نبات فرنسي، ولد عام 1717 بغريمو (فرنسا) وتوفي عام 1783.